# 顔龍安
顔 龍安（がん りゅうあん、1937年9月16日 - ）は、中華人民共和国の農学者。江西省萍郷県出身。ハイブリッド米の研究で知られている。彼はハイブリッド米の母とうたわれている。第5、6、7、8、9期全国人民代表大会の代表。

## 経歴
1937年9月16日、江西省萍郷県東橋郷（現・東橋鎮）辺山村で生まれる。1952年、萍郷県一中初中に入学した。1955年を卒業。1958年に萍郷市高級中学を卒業すると、江西省農学院（現・江西農業大学）の農学系に進学した。1962年に大学を卒業後、同年、萍郷市農業局に入局。1971年10月に中国共産党入党。1977年、萍郷市農業局副局長に就任。1983年、萍郷市科技委員会主任に昇格。1995年、江西省農業科学院院長、党委書記に任命。

## 栄典
- 2007年、中国工程院院士[4]。